# Macromitrium sarasinii
Macromitrium sarasinii är en bladmossart som beskrevs av Thériot in Sarasin och J. Roux 1914. Macromitrium sarasinii ingår i släktet Macromitrium och familjen Orthotrichaceae. Inga underarter finns listade i Catalogue of Life.